# مغطس

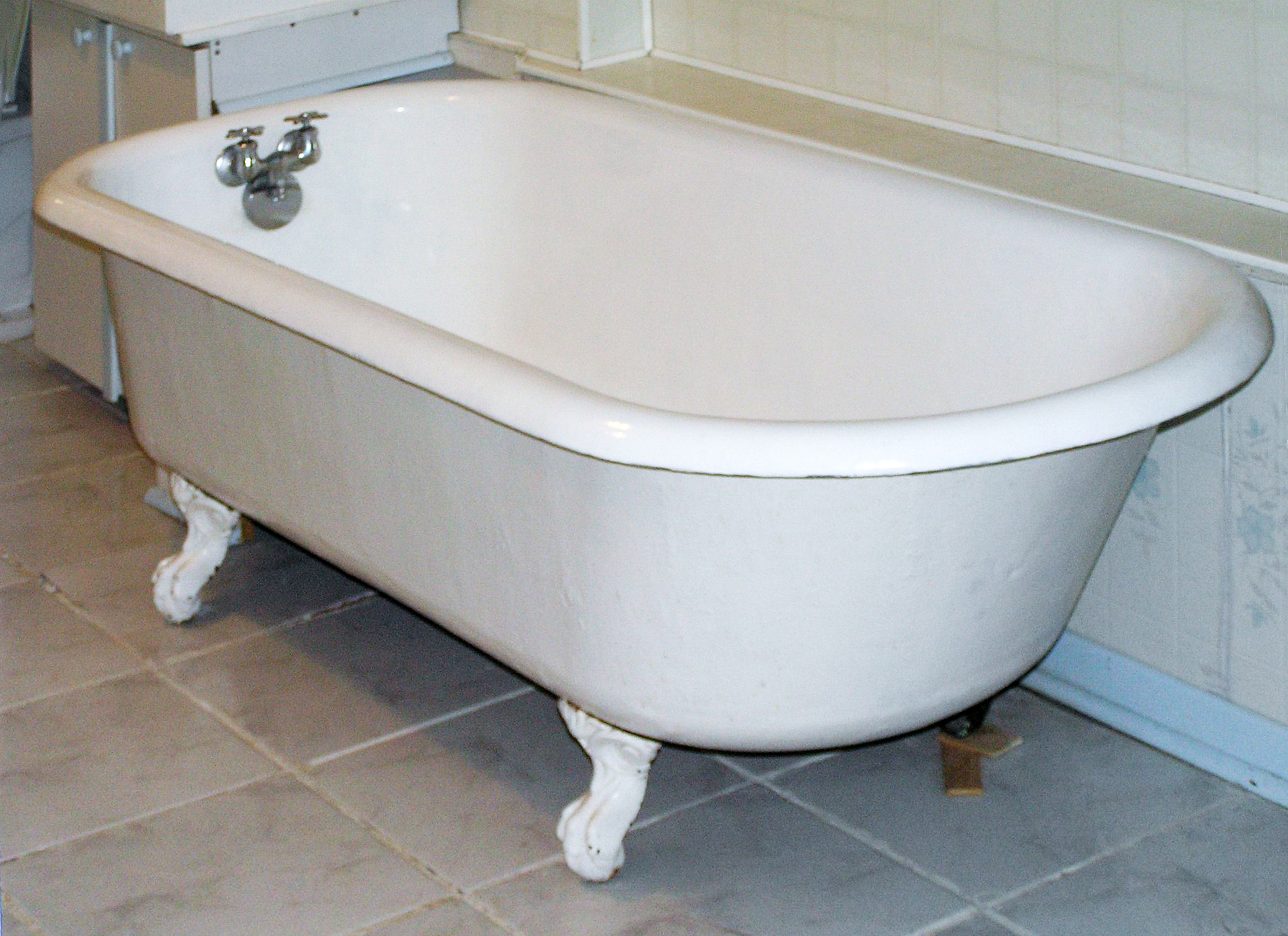
أحواض استحمام خاصة من الحديد الزهر مغلفة من الداخل بـالبورسلان مزودة بقاعدة على شكل "أقدام مخلبية" اشتهرت في القرن التاسع عشر.

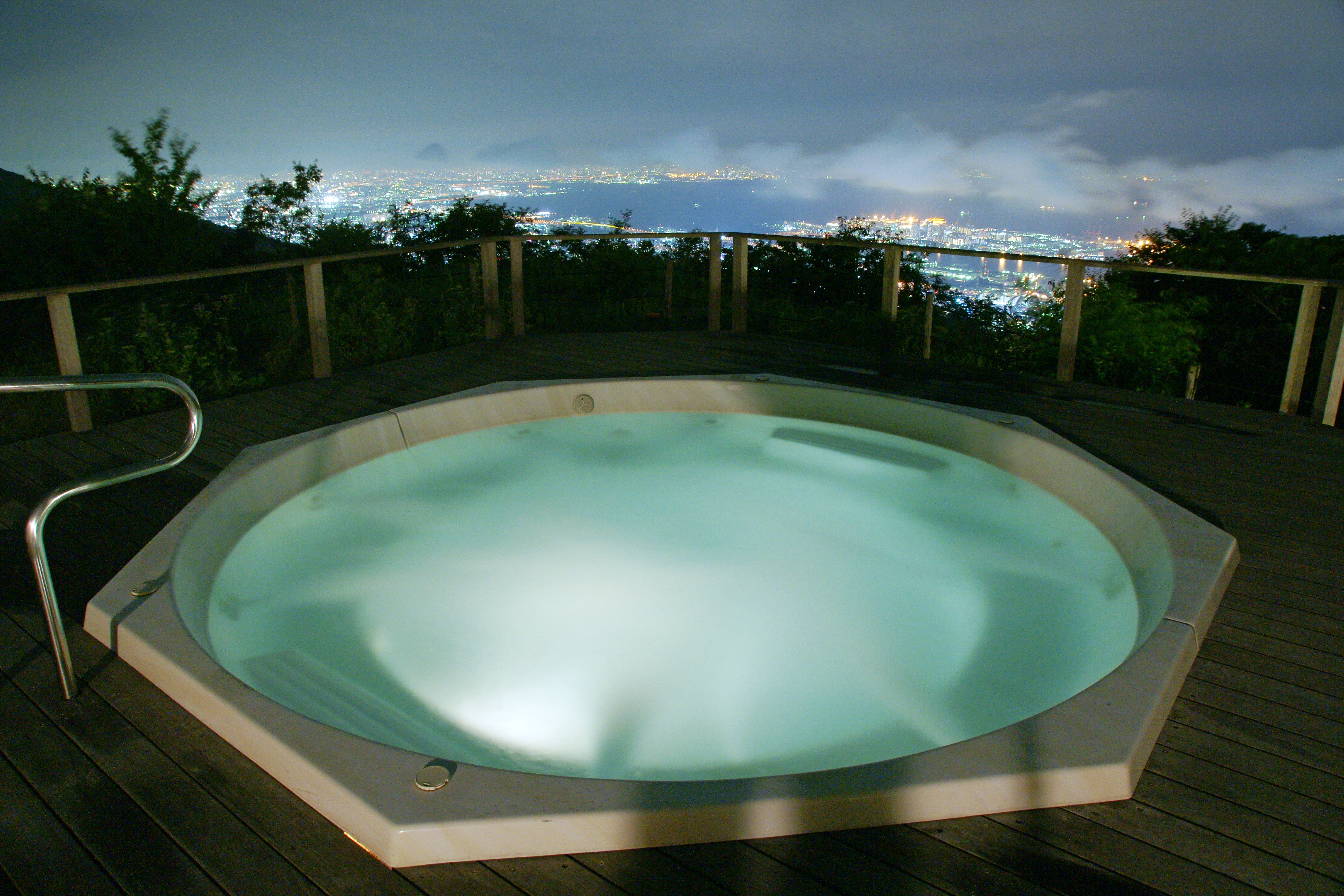
حوض جاكوزي ذو دوّامات

المَغْطَس أو حوض الحمام أو الاستحمام (هو وعاء كبير للاحتفاظ بالماء وفيه يستطيع الشخص الاستحمام (أخذ حمام). يتم تصنيع معظم أحواض الاستحمام الحديثة من الأكريليك أو اللدائن المسلحة بألياف زجاجية، ولكن هناك بدائل متوفرة في المينا على الصلب أو الحديد الزهر وأحيانًا الخشب المطلي بمادة مقاومة للمياه. في الغالب، يوضع حوض الاستحمام في الحمام، مُثبتًا بذاته أو ملحقًا به دش.
تتميز معظم أحواض الاستحمام بمجارٍ لتصريف المياه الزائدة ويُثبت بها صنابير للمياه. وقد تكون هذه الصنابير مركبة في الحوض أو قائمة بذاتها أو مغمورة بمياه الحوض في بعض الأحيان. وحتى وقت قريب، كانت معظم أحواض الاستحمام مستطيلة الشكل تقريبًا ولكن مع ظهور الأحواض المشكلة بالحرارة من الإكريليك، ظهرت أشكال عديدة منها. في أغلب الأحيان، يكون لون أحواض الاستحمام أبيض على الرغم من وجود بعض الألوان الأخرى. اخترع الأمريكي الإسكتلندي الأصل ديفيد دنبار بويك (David Dunbar Buick) عملية طلاء أحواض الاستحمام المصنوعة من الحديد الزهر بالمينا.
هناك شكلان رئيسيان لأحواض الاستحمام:
- أحواض الاستحمام ذات الطابع الغربي التي يمكن للمغتسِل الاستلقاء بداخلها. وعادة ما تكون تلك الأحواض ضحلة وطويلة.
- أحواض الاستحمام الشرقية التي يقف فيها المغتسِل. تعرف هذه بـ أوفيرو (ofuro) في اليابان وعادة ما تكون قصيرة وعميقة.

## الحوض ذو القدم المخلبي
كانت الأحواض ذات الأقدام المخلبية أحد عناصر الرفاهية في أواخر القرن التاسع عشر، وتُصنع في الأصل من الحديد الزهر وتُطلى بـالبورسلان. ساهمت التكنولوجيا الحديثة في انخفاض أسعار الأحواض ذات الأقدام المخلبية، التي قد تُصنع حاليًا من الألياف المسلحة بألياف زجاجية (الفايبرجلاس) أو الأكريليك أو أي مواد حديثة أخرى. تحتاج الأحواض ذات الأقدام المخلبية في الغالب لمياه أكثر من أحواض الاستحمام التقليدية. بينما لا تزال الأحواض ذات الأقدام المخلبية القديمة من الآثار النادرة التي يقبل عليها جامعو التحف، يختار العملاء الذين يجددون المنازل أو من يقيمون منازل جديدة الأحواض المستحدثة الجديدة ذات الأقدام المخلبية  وقد تحتوي أحواض الاستحمام ذات الأسلوب الغربي المزودة بصنابير على شكل مخلب قدم، قد تحتوي في بعض الأحيان على دش.

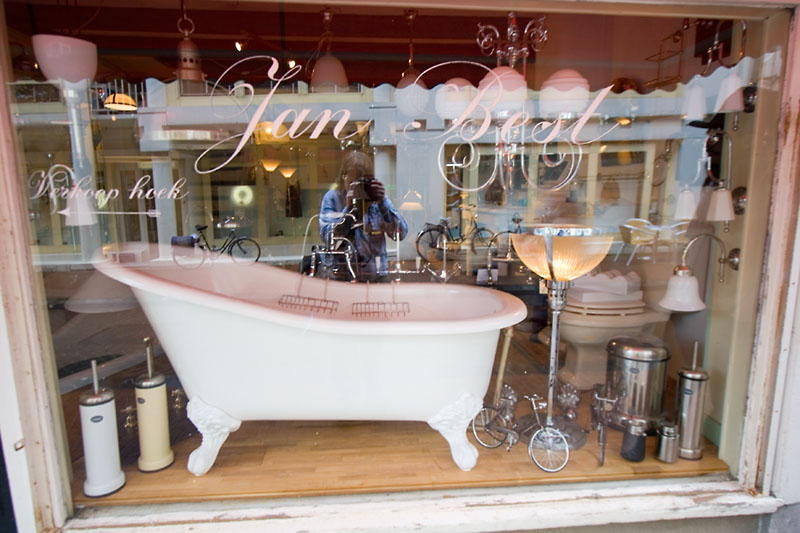
الحوض على شكل الخُف

هناك خمسة أشكال رئيسية لأحواض الاستحمام ذات الأقدام المخلبية:
- الأحواض ذات الحافة المستديرة أو السطح المستدير أو الأحواض ذات الحافة المسطحة كما هو واضح في الصورة بالأعلى.
- الأحواض على شكل الخف - التي تكون إحدى نهايتيها مرتفعة ومنحدرة الشكل مما توفر الاستمتاع بوضع الاسترخاء الأكثر راحة.
- أحواض على شكل الخف المزدوجة - التي تكون نهايتاها مرتفعتين ومنحدرتين.
- الأحواض ذات النهاية المزدوجة - حيث تكون النهايتان مستديرتين. لاحظ استدارة إحدى نهايتي الحوض الكلاسيكي بينما الأخرى مسطحة إلى حد ما.
- الحوض ذو القاعدة - تختلف الأحواض ذات القاعدة عن جميع الأشكال الواردة بالأعلى، حيث إنها لا تتضمن أقدامًا مخلبية. يستقر الحوض على قاعدة، ومعظمها مصمم بأسلوب مصطلح آرت ديكو (art deco). يعود أول دليل على وجود الأحواض ذات القاعدة إلى عام 1000 قبل الميلاد في جزيرة كريت.

## حوض الاستحمام للأطفال
حوض الاستحمام للأطفال الرضع هو الحوض الذي يُستخدم في اغتسال الأطفال الرضع، وخاصة من ليس لهم قدرة على القيام بمفردهم. وهي إما صغيرة وقائمة بذاتها وتُملأ بالمياه من مصدر آخر، أو كأداة مستقلة لمساعدة الطفل تُوضع في حوض الاستحمام العادي. وقد تم تصميم النوعين للسماح للطفل بالاستلقاء مع بقاء رأسه خارج المياه.

## الأحواض الساخنة
تشتهر الأحواض الساخنة بأنها أحواض ذات مياه ساخنة تُستخدم للاسترخاء وفي بعض الأحيان للعلاج. ساعد انتشار حركة «الهيبيز» الشبابية (1967–1980) في الولايات المتحدة على اشتهار تلك الأحواض حيث أظهروها في الأغاني والأفلام.

## أحواض الدوامات المائية (الجاكوزي)
اشتهرت أحواض الدوامات المائية في البداية في أمريكا أثناء ستينيات وسبعينيات القرن العشرين. يعرف مسبح السبا أو الحوض الدافئ أيضًا باسم «الجاكوزي» حيث انتشرت الكلمة بعد قيام مصنع أدوات السباكة جاكوزي (Jacuzzi) بتصنيع «جاكوزي السبا» عام 1968. وقد تنتج فقاعات الهواء من فتحات بواسطة المضخة الأنبوبية التي تستنزف الهواء.

## تاريخ أحواض الاستحمام والاستحمام

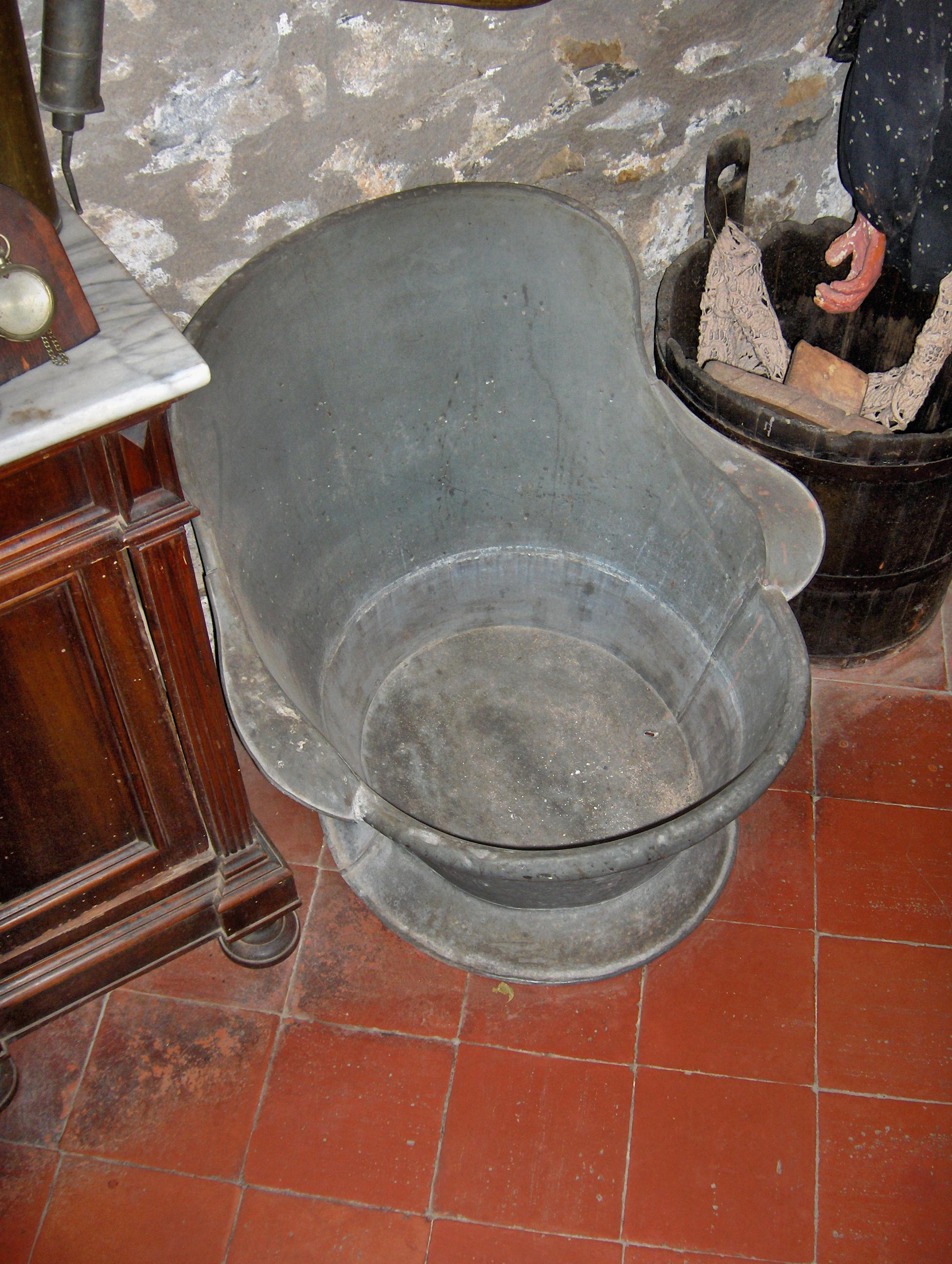
حوض استحمام تقليدي (القرن التاسع عشر)
متحف المقتنيات التراثية في ليجوريا الغربية سيرفو, إيطاليا

هناك وثائق عن أنظمة السباكة البدائية المستخدمة في الاستحمام يرجع تاريخها لعام 3300 قبل الميلاد مع اكتشاف أنابيب المياه النحاسية المدفونة تحت أحد القصور في حضارة وادي السند في الهند القديمة[بحاجة لمصدر]; انظر المرافق الصحية لحضارة وادي السند. عثر على أحد الأدلة العتيقة حول حمام بحجم فرد واحد والذي ما زال موجودًا حتى الآن في جزيرة كريت حيث 5-قدم (1.5 م) lوُجد حوض طويل ذو قاعدة مبني من الفخار الصلب[بحاجة لمصدر]. على الأرجح، كان هذا الحوض هو أول حوض ذي أقدام مخلبية استخدمه الأجداد في القرن التاسع عشر [بحث أصيل].
وفي عام 1883، بدأت شركة تصنيع الأدوات الصحية القياسية (Standard Sanitary Manufacturing Company) وشركة كوهلر (Kohler Company) إنتاج أحواض الاستحمام المُصنعة من الحديد الزهر[بحاجة لمصدر]. بعيدًا عن الأقدام المزخرفة والترفيه المرتبط بالأحواض ذات الأقدام المخلبية، تم الإعلان عن نموذج كوهلر القديم الذي كان على هيئة «حوض الحصان/حوض تنظيف جلد الخنزير، الذي يبدو كحوض استحمام إذا ما زود بأربعة أرجل.»[بحاجة لمصدر] كان استخدام هذا الحوض في تنظيف جلد الخنزير عاملًا تسويقيًا أكثر أهمية من قدرته على العمل كحوض للاستحمام[بحاجة لمصدر].
في النصف الثاني من القرن العشرين، تحول الحوض ذو الأقدام المخلبية الشهير إلى حوض مدمج مزود بواجهة صغيرة مئزرية الشكل. كان هذا الشكل المطوق من جوانبه سهل الصيانة، إلى جانب أن ظهور الأدوات الصحية الملونة وفر الكثير من خيارات التصميم أمام أصحاب المنازل. عرضت شركة كرين (Crane Company) تجهيزات الحمامات الملونة في أسواق الولايات المتحدة عام 1928[بحاجة لمصدر]، وقد أدى تدفق خيارات التصميم تدريجيًا والتنظيف والعناية الأسهل إلى قرب اندثار الأحواض ذات الأقدام المخلبية.

### معلومات تاريخية عن حوض الاستحمام الخيالي
في ديسمبر عام 1917، نشر إتش إل مينكين (H.L. Mencken) مقالاً طريفًا بعنوان الذكرى السنوية التي راحت في طي النسيان (A Neglected Anniversary)، زاعمًا أن أول حوض استحمام تم تركيبه في الولايات المتحدة كان في 20 ديسمبر 1842، ولم يشتهر في الولايات حتى قام الرئيس ميلارد فيلمور (Millard Fillmore) بتركيب واحدٍ منها في البيت الأبيض. كان هذا، بجانب كثير من التفاصيل الأخرى في المقال، خياليًا بالكامل، ولكن صدقه الكثير من الناس، وأصبح ضمن الثقافة الشعبية. في عام 2008، ذكرت شركة كيا في أحد إعلاناتها التجارية مراجع حول بعض التفاصيل من تلك المقالة، دون أي إشارة واضحة بأنه أمر خيالي.